# Bom Sucesso (Minas Gerais)
Bom Sucesso is een gemeente in de Braziliaanse deelstaat Minas Gerais. De gemeente telt 17.805 inwoners (schatting 2009).